# ¡Cocina conmigo!: ¿Qué preparamos hoy?
¡Cocina conmigo!: ¿Qué preparamos hoy? (conocido en Japón como Shaberu! DS Oryōri Navi (しゃべる!DSお料理ナビ?) es un libro de cocina digital desarrollado por Nintendo Entertainment Analysis and Development para Nintendo DS. Publicado en Japón en el año 2006, el éxito de Touch! Generations llevó a la compañía a publicar versiones para el resto de mercados saliendo en América, Europa y Australia en el 2008.
¡Cocina conmigo! pertenece a la serie Touch! Generations.

## Contenido
¡Cocina conmigo! es un "recetario interactivo" que ayuda al usuario a realizar recetas siguiendo los pasos marcados por el cartucho, con un total de 245 platos. La versión original japonesa constaba de recetas tradicionales de su cocina, mientras que las versiones occidentales incluyen platos adaptados a su cocina, además de un gran número de platos internacionales de otros países y continentes. Los continentes que aparecen son Europa, África (norte del continente), Asia, América y Oceanía.
El usuario es guiado a por del proceso de preparación y cocina a través de un narrador y videos de explicación. El usuario puede emplear el reconocimiento de voz de Nintendo DS para continuar o repetir la explicación de los pasos, y también puede elegir las recetas según las calorías que tienen, país, ingredientes a emplear entre otras opciones. ¡Cocina conmigo! también conserva en su memoria los platos que el usuario ha realizado.
La aplicación también permite tomar notas y realizar una lista de la compra, información de alimentos, funciones como un reloj de cocina y una calculadora para cantidad. Existe un truco por el que el usuario puede desbloquear el videojuego Game & Watch de Chef si se usa la función de tiempo durante una receta, así como desbloquear más recetas en función de las se vayan cocinando.

## Repercusión
La popularidad del recetario en Japón ha provocado el lanzamiento de nuevas versiones, tanto por parte de Nintendo como por otras compañías como Koei. Muchos se especializan en recetario con verduras, postres u otro tipo de cocina.